# Линия электропередачи
Ли́ния электропереда́чи (ЛЭП) — часть энергосистемы и электрической сети, предназначенная для передачи электроэнергии от объектов генерации к преобразовательным и распределительным узлам, а также для связи смежных энергосистем.
Различают воздушные и кабельные линии электропередачи. В последнее время приобретают популярность газоизолированные линии — ГИЛ.
По ЛЭП также передают информацию при помощи высокочастотных сигналов (по оценкам специалистов, в СНГ используется порядка 60 тысяч ВЧ-каналов по ЛЭП) и ВОЛС. Используются они для диспетчерского управления, передачи телеметрических данных, сигналов релейной защиты и противоаварийной автоматики.
Строительство ЛЭП — сложная задача, которая включает в себя проектирование, топографо-геодезические работы, монтаж, обслуживание и ремонт.

## История
Получение энергии и её немедленное использование применялось человечеством издревле (напр. ветряные двигатели, совмещенные с мельничными жерновами; водяные колеса, совмещенные с механическим молотом; вертелы, вращаемые рабами или животными, совмещенные с кузнечными мехами). Данный подход не всегда удобен, так как местностей со стабильно дующими ветрами немного, количество запруд на реке ограничено, расположены они могут быть в неудобной труднопроходимой местности вдали от поселений и промышленных центров и т. п. Очевидным решением было получение энергии в одном месте с возможностью ее передачи к потребителю в другое. 
В средние века и в эпоху промышленной революции предлагались проекты передачи механической мощности на большие расстояния с помощью длинных валов и пневматических труб, которые не были реализованы ввиду технических сложностей. 
Открытия в области электричества сделали возможным генерацию различными способами электрической энергии и передачу её потребителю с помощью относительно простых, компактных, дешевых и лёгких в прокладке и монтаже электрокабелей с последующим преобразованием электрической энергии в любой другой необходимый вид энергии.

## Воздушные линии электропередачи
Воздушная линия электропередачи (ВЛ) — устройство, предназначенное для передачи или распределения электрической энергии по проводам, находящимся на открытом воздухе и прикреплёнными с помощью траверс (кронштейнов), изоляторов и арматуры к опорам или другим сооружениям (мостам, путепроводам). ВЛи — воздушная линия, выполненная изолированными проводами (СИП).

### Состав ВЛ
- Провода
- Траверсы
- Изоляторы
- Арматура
- Опоры
- Грозозащитные тросы
- Разрядники
- Заземление
- Секционирующие устройства
- Волоконно-оптические линии связи (в виде отдельных самонесущих кабелей, либо встроенные в грозозащитный трос, силовой провод)
- Вспомогательное оборудование для нужд эксплуатации (аппаратура высокочастотной связи, ёмкостного отбора мощности и др.)
- Элементы маркировки высоковольтных проводов и опор ЛЭП для обеспечения безопасности полётов воздушных судов. Опоры маркируются сочетанием красок определённых цветов, провода — авиационными шарами для обозначения в дневное время. Для обозначения в дневное и ночное время суток применяются огни светового ограждения - бализоры.

### Документы, регулирующие ВЛ
Конструкция ВЛ, её проектирование и строительство регулируются Правилами устройства электроустановок (ПУЭ) и Строительными нормами и правилами (СНиП).

### Классификация ВЛ

#### По роду тока
- ВЛ переменного тока
- ВЛ постоянного тока

В основном, ВЛ служат для передачи переменного тока, и лишь в отдельных случаях (например, для связи энергосистем, питания контактной сети и другие) используются линии постоянного тока.
Линии постоянного тока имеют меньшие потери на ёмкостную и индуктивную составляющие. В СССР было построено несколько линий электропередачи постоянного тока, среди которых:
- Москва — Кашира (Проект «Эльба», 1951 год);
- Волгоград — Донбасс (1965 год);
- Экибастуз — Центр (незавершённая).

Широкого распространения такие линии не получили, главным образом, в связи с необходимостью возведения сложных концевых подстанций с большим количеством вспомогательной аппаратуры.

#### По назначению
- Дальние межсистемные ВЛ напряжением 500 кВ и выше (предназначены для связи отдельных энергосистем).
- Магистральные ВЛ напряжением 220,330,500 кВ (предназначены для передачи энергии от электростанций, для внешнего электроснабжения крупнейших городов, а также для связи энергосистем и объединения электростанций внутри энергосистем — к примеру, соединяют электростанции с крупными узловыми подстанциями).
- Распределительные ВЛ напряжением 110,150 и 220 кВ (предназначены для электроснабжения крупных промышленных предприятий и населённых пунктов — соединяют узловые подстанции с подстанциями глубокого ввода городов).
- ВЛ напряжением 35 кВ применяются преимущественно для электроснабжения сельскохозяйственных (загородных) потребителей.
- ВЛ 20 кВ и ниже, подводящие электроэнергию к потребителям. Современная городская распределительная сеть выполняется, как правило, на напряжение 10 кВ.

#### По напряжению
- ВЛ до 1000 В (ВЛ низкого класса напряжений)
- ВЛ выше 1000 В
  - ВЛ 1-35 кВ (ВЛ среднего класса напряжений)
  - ВЛ 110—220 кВ (ВЛ высокого класса напряжений)
  - ВЛ 330—750 кВ (ВЛ сверхвысокого класса напряжений)
  - ВЛ выше 750 кВ (ВЛ ультравысокого класса напряжений)

Эти группы существенно различаются, в основном — требованиями в части расчётных условий и конструкций.
В сетях СНГ общего назначения переменного тока 50 Гц, согласно ГОСТ 721-77, должны использоваться следующие номинальные межфазные напряжения: 380 В; (6), 10, 20, 35, 110, 220, 330, 500, 750 и 1150 кВ. Также существуют сети, построенные по устаревшим стандартам с номинальными межфазными напряжениями: 220 вольт, 3, 15 и 150 киловольт.  Номинальное напряжение для линий постоянного тока не регламентировано, чаще всего используются напряжения: 150, 400 (Выборгская ПС — Финляндия) и 800 кВ.  В специальных сетях могут использоваться и другие классы напряжений, в основном это касается тяговых сетей железных дорог (27,5 кВ, 50 Гц переменного тока и 3,3 кВ постоянного тока), метрополитена (825 В постоянного тока), трамваев и троллейбусов (600 В постоянного тока).
Самой высоковольтной ЛЭП в мире являлась линия Экибастуз — Кокшетау, номинальное напряжение — 1150 кВ. Однако в настоящее время линия эксплуатируется под вдвое меньшим напряжением — 500 кВ. В 1970-х годах в Советском Союзе в процессе подготовки к строительству линии передачи постоянного тока Экибастуз — Центр прорабатывались детали проекта системы электропередачи следующего класса напряжений 2000 — 2200 кВ между электростанциями КАТЭКа и европейской частью страны, но из-за распада СССР и технико-технологических причин реализован он не был.

#### По режиму работы нейтралей в электроустановках
- Трёхфазные сети с незаземлёнными (изолированными) нейтралями (нейтраль не присоединена к заземляющему устройству или присоединена к нему через аппараты с больши́м сопротивлением). В СНГ такой режим нейтрали используется в сетях напряжением 3—35 кВ с малыми токами однофазных замыканий на землю.
- Трёхфазные сети с резонансно-заземлёнными (компенсированными) нейтралями (нейтральная шина присоединена к заземлению через индуктивность). В СНГ используется в сетях напряжением 3-35 кВ с малыми токами однофазных замыканий на землю.
- Трёхфазные сети с эффективно-заземлёнными нейтралями (сети высокого и сверхвысокого напряжения, нейтрали которых соединены с землёй непосредственно или через небольшое активное сопротивление). В России это сети напряжением 110, 150 и частично 220 кВ, в которых применяются трансформаторы (автотрансформаторы требуют обязательного глухого заземления нейтрали).
- Сети с глухозаземлённой нейтралью (нейтраль трансформатора или генератора присоединяется к заземляющему устройству непосредственно или через малое сопротивление). К ним относятся сети напряжением менее 1 кВ, а также сети напряжением 220 кВ и выше.

#### По режиму работы в зависимости от механического состояния
- ВЛ нормального режима работы (провода и тросы не оборваны).
- ВЛ аварийного режима работы (при полном или частичном обрыве проводов и тросов).
- ВЛ монтажного режима работы (во время монтажа опор, проводов и тросов).

### Основные элементы ВЛ
- Трасса — положение оси ВЛ на земной поверхности.
- Пикеты (ПК) — отрезки, на которые разбита трасса, длина ПК зависит от номинального напряжения ВЛ и типа местности.
- Нулевой пикетный знак обозначает начало трассы.
- Центровой знак на трассе строящейся ВЛ обозначает центр расположения опоры.
- Производственный пикетаж — установка пикетных и центровых знаков на трассе в соответствии с ведомостью расстановки опор.
- Фундамент опоры — конструкция, заделанная в грунт или опирающаяся на него и передающая ему нагрузку от опоры, изоляторов, проводов (тросов) и от внешних воздействий (гололёда, ветра).
- Основание фундамента — грунт нижней части котлована, воспринимающий нагрузку.
- Пролёт (длина пролёта) — расстояние между центрами двух опор, на которых подвешены провода. Различают промежуточный пролёт (между двумя соседними промежуточными опорами) и анкерный пролёт (между анкерными опорами). Переходный пролёт — пролёт, пересекающий какое-либо сооружение или естественное препятствие (реку, овраг).
- Угол поворота линии — угол α между направлениями трассы ВЛ в смежных пролётах (до и после поворота).
- Стрела провеса — вертикальное расстояние между низшей точкой провода в пролёте и прямой, соединяющей точки его крепления на опорах.
- Габарит провода — вертикальное расстояние от провода в пролёте до пересекаемых трассой инженерных сооружений, поверхности земли или воды.
- Шлейф (петля) — отрезок провода, соединяющий на анкерной опоре натянутые провода соседних анкерных пролётов.

### Монтаж воздушных линий электропередачи
Монтаж линий электропередачи осуществляется методом «под тяжением». Это особенно актуально в случае сложного рельефа местности. При подборе оборудования для монтажа ЛЭП необходимо учитывать количество проводов в фазе, их диаметр и максимальное расстояние между опорами ЛЭП.

## Кабельные линии электропередачи
Кабельная линия электропередачи (КЛ) — линия для передачи электроэнергии или отдельных её импульсов, состоящая из одного или нескольких параллельных кабелей с соединительными, стопорными и концевыми муфтами (заделками) и крепёжными деталями, а для маслонаполненных линий, кроме того — с подпитывающими аппаратами и системой сигнализации давления масла.

### Классификация
Кабельные линии классифицируют аналогично воздушным линиям. Кроме того, кабельные линии делят:
- по условиям прохождения:
  - подземные;
  - по сооружениям;
  - подводные.
- по типу изоляции:
  - жидкостная (пропитанная кабельным нефтяным маслом);
  - твёрдая:
    - бумажно-масляная;
    - поливинилхлоридная (ПВХ);
    - резино-бумажная (RIP);
    - сшитый полиэтилен (XLPE);
    - этилен-пропиленовая резина (EPR).

Здесь не указаны изоляция газообразными веществами и некоторые виды жидкостной и твёрдой изоляции из-за их относительно редкого применения в момент написания статьи[когда?].

### Кабельные сооружения
К кабельным сооружениям относятся:
- Кабельный тоннель — закрытое сооружение (коридор) с расположенными в нём опорными конструкциями для размещения на них кабелей и кабельных муфт, со свободным проходом по всей длине, позволяющим производить прокладку кабелей, ремонт и осмотр кабельных линий.
- Кабельный канал — непроходное сооружение, закрытое и частично или полностью заглублённое в грунт, пол, перекрытие и т. п. и предназначенное для размещения в нём кабелей, укладку, осмотр и ремонт которых возможно производить лишь при снятом перекрытии.
- Кабельная шахта — вертикальное кабельное сооружение (как правило, прямоугольного сечения), у которого высота в несколько раз больше стороны сечения, снабжённое скобами или лестницей для передвижения вдоль него людей (проходные шахты) или съёмной полностью или частично стенкой (непроходные шахты).
- Кабельный этаж — часть здания, ограниченная полом и перекрытием или покрытием, с расстоянием между полом и выступающими частями перекрытия или покрытия не менее 1,8 м.
- Двойной пол — полость, ограниченная стенами помещения, междуэтажным перекрытием и полом помещения со съёмными плитами (на всей или части площади).
- Кабельный блок — кабельное сооружение с трубами (каналами) для прокладки в них кабелей с относящимися к нему колодцами.
- Кабельная камера — подземное кабельное сооружение, закрываемое глухой съёмной бетонной плитой, предназначенное для укладки кабельных муфт или для протяжки кабелей в блоки. Камера, имеющая люк для входа в неё, называется кабельным колодцем.
- Кабельная эстакада — надземное или наземное открытое горизонтальное или наклонное протяжённое кабельное сооружение. Кабельная эстакада может быть проходной или непроходной.
- Кабельная галерея — надземное или наземное закрытое (полностью или частично, например, без боковых стен) горизонтальное или наклонное протяжённое проходное кабельное сооружение.

### Пожарная безопасность
Температура внутри кабельных каналов (тоннелей) в летнее время должна быть не более чем на 10 °C выше температуры наружного воздуха.
При пожарах в кабельных помещениях в начальный период происходит медленное развитие горения и только спустя некоторое время скорость распространения горения существенно увеличивается. Практика свидетельствует, что при реальных пожарах в кабельных туннелях наблюдаются температуры до 600 °C и выше. Это объясняется тем, что в реальных условиях горят кабели, которые длительное время находятся под токовой нагрузкой и изоляция которых прогревается изнутри до температуры 80 °C и выше. Может возникнуть одновременное воспламенение кабелей в нескольких местах и на значительной длине. Связано это с тем, что кабель находится под нагрузкой и eгo изоляция нагревается до температуры, близкой к температуре самовоспламенения.
Кабель состоит из множества конструктивных элементов, для изготовления которых используют, например, материалы, имеющие низкую температуру воспламенения, материалы, склонные к тлению. В конструкцию кабеля и кабельных конструкций, как правило, входят металлические элементы. В случае пожара или токовой перегрузки происходит прогрев этих элементов до температуры порядка 500—600 ˚C, которая превышает температуру воспламенения (250—350 ˚C) многих полимерных материалов, входящих в конструкцию кабеля, в связи с чем возможно их повторное воспламенение от прогретых металлических элементов после прекращения подачи огнетушащего вещества. В связи с этим необходимо выбирать нормативные показатели подачи огнетушащих веществ, чтобы обеспечивать ликвидацию пламенного горения, а также исключить возможность повторного воспламенения.
Длительное время в кабельных помещениях применялись установки пенного тушения. Однако опыт эксплуатации выявил ряд недостатков:
- ограниченный сpoк хранения пенообразователя и недопустимость хранения их водных растворов;
- неустойчивость в работе;
- сложность наладки;
- необходимость специального ухода за устройством дозировки пенообразователя;
- быстрое разрушение пены при высокой (около 800 °C) температуре среды при пожаре.

Исследования показали, что распылённая вода обладает большей огнетушащей способностью по сравнению с воздушно-механической пеной, так как она хорошо смачивает и охлаждает горящие кабели и строительные конструкции.
Линейная скорость распространения пламени для кабельных сооружений (горение кабелей) составляет 1,1 м/мин.

## Высокотемпературные сверхпроводники

### ВТСП-провод
В проводах на основе высокотемпературных сверхпроводников (ВТСП) использование сверхпроводимости позволяет передавать электрический ток без потерь, а также достичь высокой плотности токов. Большим недостатком ВТСП-проводов является необходимость в постоянном охлаждении, что ограничивает их применение на практике. Несмотря на сложности в производстве и эксплуатации ВТСП-проводов, делаются постоянные попытки применения их на практике. Например, в демонстрационной системе силовой сети, запущенной в эксплуатацию в июле 2006 года в США, при напряжении 138 кВ передаётся мощность в 574 МВА на расстояние 600 метров.
Первая коммерческая сверхпроводящая линия электропередачи была запущена в эксплуатацию фирмой American Superconductor на Лонг-Айленде в Нью-Йорке в конце июня 2008 года. Энергосистемы Южной Кореи собираются создать к 2015 году сверхпроводящие линии электропередачи общей длиной в 20 км.

## Потери в ЛЭП
Потери электроэнергии в проводах зависят от силы тока, поэтому при передаче её на дальние расстояния напряжение многократно повышают (во столько же раз уменьшая силу тока) с помощью трансформатора, что при передаче той же мощности позволяет значительно снизить потери. Однако с ростом напряжения начинают происходить различные разрядные явления.
В воздушных линиях сверхвысокого напряжения присутствуют потери активной мощности на корону. Коронный разряд возникает, когда напряжённость электрического поля {\displaystyle E} у поверхности провода превысит пороговую величину {\displaystyle E_{k}}, которую можно вычислить по эмпирической формуле Пика: 
{\displaystyle E_{k}=30{,}3\beta \left({1+{\frac {0{,}298}{\sqrt {r\beta }}}}\right)} кВ/см,
 где {\displaystyle r} — радиус провода в метрах, {\displaystyle \beta } — отношение плотности воздуха к нормальной.
Напряжённость электрического поля прямо пропорциональна напряжению на проводе и обратно пропорциональна его радиусу, поэтому бороться с потерями на корону можно, увеличивая радиус проводов, а также (в меньшей степени) — применяя расщепление фаз, то есть используя в каждой фазе несколько проводов, удерживаемых специальными распорками на расстоянии 40-50 см. Потери на корону приблизительно пропорциональны произведению {\displaystyle U(U-U_{\text{кр}})}.
Потери на корону резко возрастают с ростом напряжения, среднегодовые потери на ЛЭП напряжением 500 кВ составляют около 12 кВт/км, при напряжении 750 кВ — 37 кВт/км, при 1150 кВ — 80 кВт/км. Потери также резко возрастают при осадках, особенно изморози, и могут достигать 1200 кВт/км.
В прошлом потери в ЛЭП были очень высокими. Так, в конце XIX века потери на 56-километровой линии постоянного тока Крей — Париж составили 45 %. В современных линиях электропередачи (по состоянию на 2020 год) потери составляют всего 2 — 3 %. Однако и эти потери пытаются сократить, используя высокотемпературные сверхпроводники. Впрочем, по состоянию на 2020 год линии электропередачи на высокотемпературных сверхпроводниках отличаются высокой стоимостью и небольшой протяженностью (самая длинная такая линия построена в 2014 году в Германии и имеет длину всего 1 км).

### Потери в ЛЭП переменного тока
Важной величиной, влияющей на экономичность ЛЭП переменного тока, является величина, характеризующая соотношение между активной и реактивной мощностями в линии — cos φ. Активная мощность — часть полной мощности, прошедшей по проводам и переданной в нагрузку; Реактивная мощность — это мощность, которая генерируется линией, её зарядной мощностью (ёмкостью между линией и землёй), а также самим генератором, и потребляется реактивной нагрузкой (индуктивной нагрузкой). Потери активной мощности в линии зависят и от передаваемой реактивной мощности. Чем больше переток реактивной мощности, тем больше потери активной.

#### Потери в ЛЭП переменного тока из-за излучения
При длине ЛЭП переменного тока более нескольких тысяч километров наблюдается ещё один вид потерь — радиоизлучение. Так как такая длина уже сравнима с длиной электромагнитной волны частотой 50 Гц ({\displaystyle \lambda =c/\nu =}6000 км, длина четвертьволнового вибратора {\displaystyle \lambda /4=}1500 км), провод работает как излучающая антенна. Это излучение сильно подавлено целым рядом факторов. И на расстоянии в четверть длины волны от ЛЭП фактически полностью отсутствует.

## Натуральная мощность и пропускная способность ЛЭП

### Натуральная мощность
ЛЭП обладает индуктивностью и ёмкостью. Ёмкостная мощность пропорциональна квадрату напряжения и не зависит от мощности, передаваемой по линии. Индуктивная же мощность линии пропорциональна квадрату тока, а значит и мощности линии. При определённой нагрузке индуктивная и ёмкостная мощности линии становятся равными, и они компенсируют друг друга. Линия становится «идеальной», потребляющей столько реактивной мощности, сколько её вырабатывает. Такая мощность называется натуральной мощностью. Она определяется только погонными индуктивностью и ёмкостью и не зависит от длины линии. По величине натуральной мощности можно ориентировочно судить о пропускной способности линии электропередачи. При передаче такой мощности на линии имеет место минимальные потери мощности, режим её работы является оптимальным. При расщеплении фаз, за счёт уменьшения индуктивного сопротивления и увеличения емкостной проводимости линии, натуральная мощность увеличивается. При увеличении расстояния между проводами натуральная мощность уменьшается, и наоборот, для повышения натуральной мощности необходимо уменьшать расстояние между проводами. Наибольшей натуральной мощностью обладают кабельные линии, имеющие большую ёмкостную проводимость и малую индуктивность.

### Пропускная способность
Под пропускной способностью линии электропередачи понимается наибольшая активная мощность трёх фаз электропередачи, которую можно передать в длительном установившемся режиме с учётом режимно-технических ограничений. Наибольшая передаваемая активная мощность электропередачи ограничена условиями статической устойчивости генераторов электрических станций, передающей и приёмной части электроэнергетической системы и допустимой мощностью по нагреву проводов линии с допустимым током. Из практики эксплуатации электроэнергетических систем следует, что пропускная способность ЛЭП 500 кВ и выше обычно определяется фактором статической устойчивости, для ЛЭП 220—330 кВ ограничения могут наступать как по условию устойчивости, так и по допустимому нагреву, 110 кВ и ниже — только по нагреву.
Характеристика пропускной способности воздушных линий электропередачи
| Uном, кВ | Длина линии, км | Предельная длина при кпд = 0,9, км | Число и площадь сечения проводов, мм2 | Натуральная мощность Р нат, МВт | Пропускная способность | Пропускная способность | Пропускная способность | Пропускная способность |
| Uном, кВ | Длина линии, км | Предельная длина при кпд = 0,9, км | Число и площадь сечения проводов, мм2 | Натуральная мощность Р нат, МВт | По устойчивости        | По устойчивости        | По нагреву             | По нагреву             |
| Uном, кВ | Длина линии, км | Предельная длина при кпд = 0,9, км | Число и площадь сечения проводов, мм2 | Натуральная мощность Р нат, МВт | МВт                    | в долях Рнат           | МВт                    | в долях Рнат           |
| -------- | --------------- | ---------------------------------- | ------------------------------------- | ------------------------------- | ---------------------- | ---------------------- | ---------------------- | ---------------------- |
| 10(6)    |                 | 5                                  | 35                                    |                                 |                        |                        | 2,1                    |                        |
| 20       |                 | 8                                  | 1??                                   |                                 |                        |                        | 7,5                    |                        |
| 35       |                 | 20                                 | 1??                                   |                                 |                        |                        | 15                     |                        |
| 110      |                 | 80                                 | 1??                                   | 30                              |                        |                        | 50                     | 1,67                   |
| 220      | 150-250         | 400                                | 1х300                                 | 120-135                         | 350                    | 2,9                    | 280                    | 2,3                    |
| 330      | 200-300         | 700                                | 2х300                                 | 350-360                         | 800                    | 2,3                    | 760                    | 2,2                    |
| 500      | 300-400         | 1200                               | 3х300                                 | 900                             | 1350                   | 1,5                    | 1740                   | 1,9                    |
| 750      | 400-500         | 2200                               | 5х300                                 | 2100                            | 2500                   | 1,2                    | 4600                   | 2,1                    |
| 1150     | 400-500         | 3000                               | 8х300                                 | 5300                            | 4500                   | 0,85                   | 11000                  | 2,1                    |

## ЛЭП в массовой культуре
В советские годы были созданы песни: «Что такое ЛЭП» (исп. Иосиф Кобзон), «ЛЭП-500» (исп. Юрий Пузырёв).